# Zwingenberg (Baden)
Zwingenberg là một thị xã nằm ở huyện Neckar-Odenwald-Kreis, thuộc bang Baden-Württemberg, Đức.

## Liên kêt ngoài
- Website chính thức  (bằng tiếng Đức)